# Pallavolo Piacenza
El Pallavolo Piacenza  es un equipo de voleibol italiano de la ciudad de Piacenza.

## Historia
El equipo, fundado en 1982, participa en las series minores hasta el 2000 cuando consigue participar a la Segunda División italiana adquiriendo los derechos de Mezzolombardo Volley. Pese a su decimoquarto puesto sigue en la división, esta vez adquiriendo los derechos del Pallavolo Torino y al final de la temporada consigue ascender a la Serie A1. En 2003 se fusiona con el Volley Milano, llegando hasta la final de los playoff y de   Copa CEV. En la temporada 2005-06 gana su primero título, la Top Teams Cup derrotando por 3-2 el Pórtol Son Amar Maiorca y es subcampeón de la Copa de Italia. Entre 2006 y 2008 llega por dos veces hasta la final de los playoff siendo derrotada por el Sisley Treviso (2006-07) y por el Trentino Volley (2007-08); también cae en las finales de  Copa CEV en 2006-07 y de  Champions League en 2007-08.
Por fin gana su primer campeonato de Italia en la temporada 2008-09 derrotando por 2-1 en la serie final el Trentino Volley y levantando la Supercopa de Italia la temporada siguiente. En la temporada 2012-13 gana su segundo título europeo la Challenge Cup frente a los rusos del VK Ural Ufa y cae en la final scudetto nuovamente ante el Trentino Volley. El 9 de marzo de 2014 levanta su primera  Copa de Italia derrotando el Sir Safety Perugia por 3-0.
| \| Alineación 2008-09 Marshall Rak Zlatanov Bravo Bjelica Meoni Durante (L) Ent. Lorenzetti \| |
| Alineación 2008-09 Marshall Rak Zlatanov Bravo Bjelica Meoni Durante (L) Ent. Lorenzetti       |

## Palmarés
- Campeonato de Italia (1)

2008-09
2º lugar (4) : 2003-04, 2006-07, 2007-08, 2012-13
- Copa de Italia (1)

2013-14
2º lugar (1) : 2005-06
- Supercopa de Italia (1)

2009
- Champions League

2º lugar (1) : 2007-08
- Copa CEV (1)

2005-06
- Challenge Cup (1)

2012-13
2º lugar (1) : 2006-07